# Mohrenstraße (métro de Berlin)
Mohrenstraße est une station de la ligne 2 du métro de Berlin, dans le quartier de Mitte.

## Géographie
La station se situe à l'extrémité ouest de Mohrenstraße. Son entrée ouest donne sur Wilhelmstraße, au croisement avec Voßstraße. Son nom fait polémique et elle doit recevoir le nom de Anton-Wilhelm-Amo Strasse, en l'honneur du philosophe ghanéen Anton Wilhelm Amo.
À quelques centaines de mètres de la Potsdamer Platz et la ligne de passage du mur de Berlin, elle devient de nouveau centrale lors de la réunification de la ville. Elle est la dernière station avant Berlin-Est. Aujourd'hui se trouvent dans les environs entre autres les bâtiments et lieux suivants :
- Des Landesvertretungen (notamment de Thuringe et de Hambourg),
- Des ministères fédéraux comme le ministère fédéral du Travail, le ministère fédéral de la Santé et le ministère fédéral des Finances,
- Les ambassades de République tchèque et de Corée du Nord,
- Le musée de la Communication,
- Le centre commercial LP12 Mall of Berlin.

## Histoire

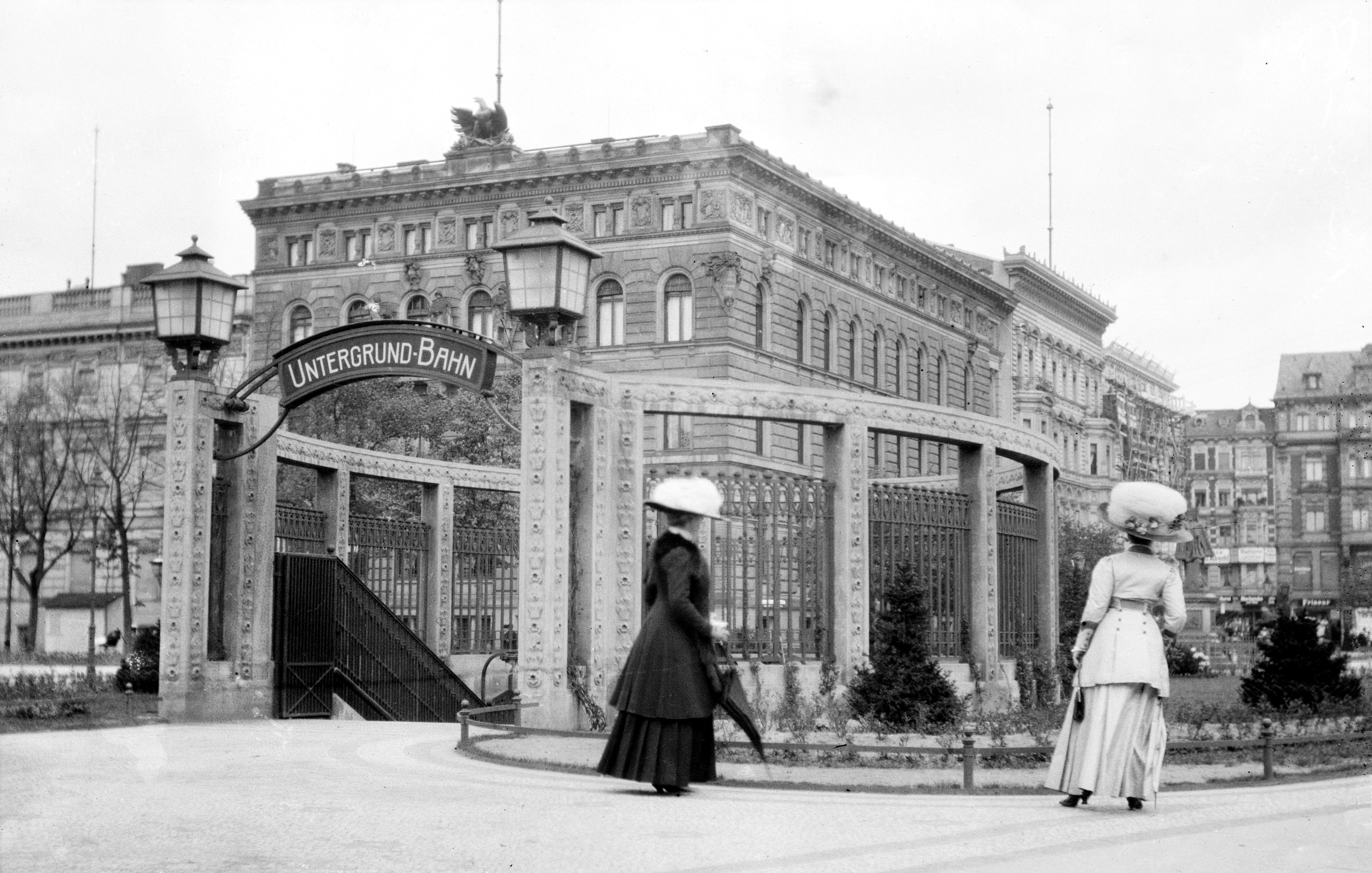
Entrée de la station Kaiserhof.

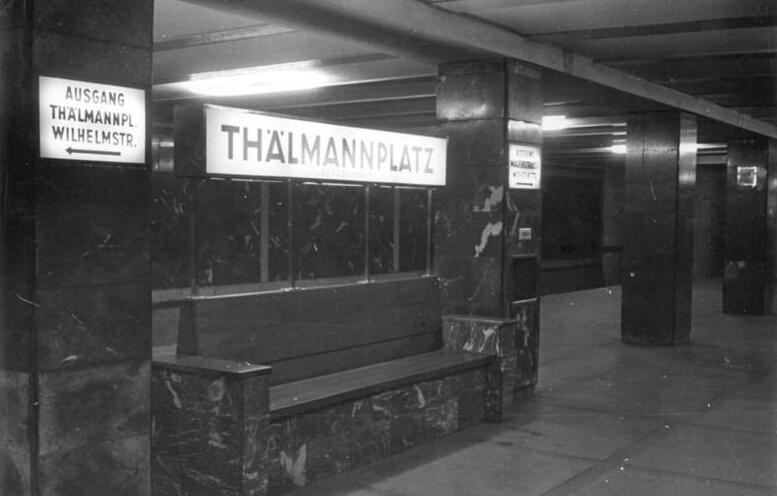
Station Thälmannplatz en 1952.

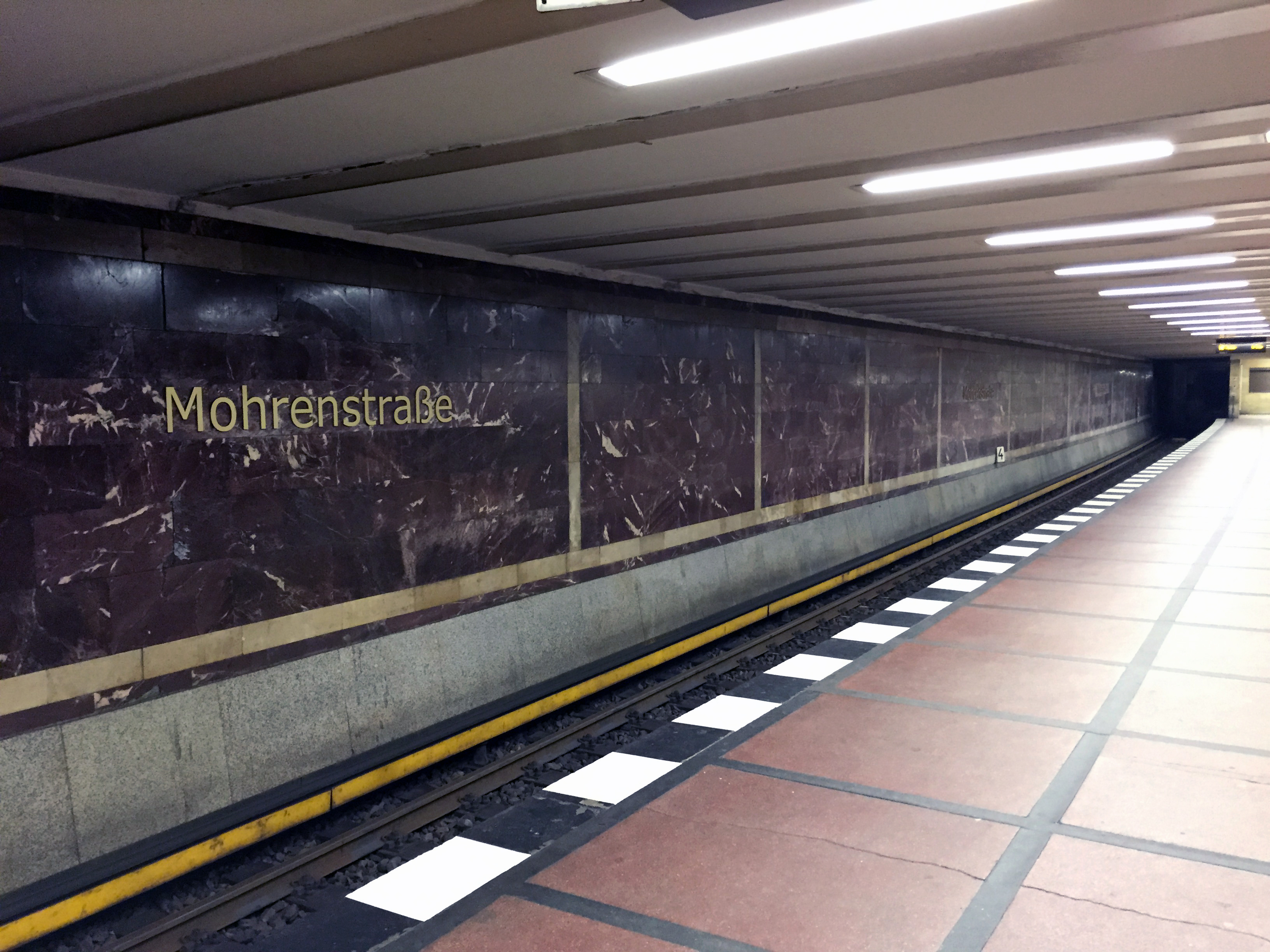
Quai de la station Mohrenstraße nos jours.

Au moment de son ouverture, le 1er octobre 1908, la station porte le nom de Kaiserhof et se situe entre deux lieux importants de la capitale : à l'ouest, la Wilhelmstrasse qui dessert la Wilhelmplatz, et à l'est la Zietenplatz. Elle porte le nom d'un palace limitrophe, l'hôtel Kaiserhof. Au départ, elle devait s'appeler Wilhelmplatz, mais il y avait déjà la station de Charlottenburg qui portait ce nom (renommée Richard-Wagner-Platz en 1935).
En raison de la présence à proximité de grands hôtels et de ministères, on apporte une grande importance à la conception architecturale. L'architecte est Alfred Grenander, qui conçoit des murs blancs et des carreaux noirs.
À l'occasion des Jeux olympiques d'été de 1936, la Wilhelmplatz est transformé par le régime nazi. Pour faire de la place pour des défilés, la station perd sa pergola.
Pendant la Seconde Guerre mondiale, la station est en grande partie détruite. Les changements politiques et urbanistiques lui font changer de décoration plusieurs fois. Lors de sa réouverture le 18 août 1950, il y a des murs, des colonnes, des accessoires et des bancs en marbre de Saalburg. Diverses sources affirment que le matériel provient des ruines de la Neue Reichskanzlei, ce qui semble improbable. 
En 1950, elle est rebaptisée « Thälmannplatz » en hommage à l'ancien dirigeant communiste Ernst Thälmann. Avec la modernisation d'Otto-Grotewohl-Straße (nom de la Wilhelmstraße à l'époque) et l'inauguration de l'Ernst-Thälmann-Park en 1986, la station est renommée « Otto-Grotewohl-Straße ».
La station de métro est à l'extrémité de la ligne de métro A, qui s'arrête à cause du mur de Berlin. Elle est la dernière station avant Berlin-Ouest ; les stations Potsdamer Platz et Bülowstraße sont alors fermées.
En 1991, après la réunification allemande, la station prend le nom de Mohrenstraße, ce qui est une façon de dé-commémorer Otto Grotewohl, homme politique est-allemand. Depuis le 13 novembre 1993, le métro fonctionne à nouveau en continu à la station Mohrenstraße. 
En 2020, dans le cadre des mouvements de dé-commémoration, une polémique éclate à propos de son nom, le terme « Mohren » (Maures) ayant un caractère raciste. La Berliner Verkehrsbetriebe propose de renommer la station Glinkastraße, du nom d'une rue proche nommée en l'honneur du compositeur russe du XIXe siècle Mikhaïl Glinka. Toutefois, ce choix apparaît vite problématique, parce que son œuvre a  des aspects antisémites. Finalement, la station doit recevoir le nom de Anton-Wilhelm-Amo Strasse, en l'honneur du philosophe ghanéen Anton Wilhelm Amo.

## Correspondances
La station de métro est en correspondance avec la station d'omnibus 200 de la Berliner Verkehrsbetriebe.